# Filmografia de George Clooney

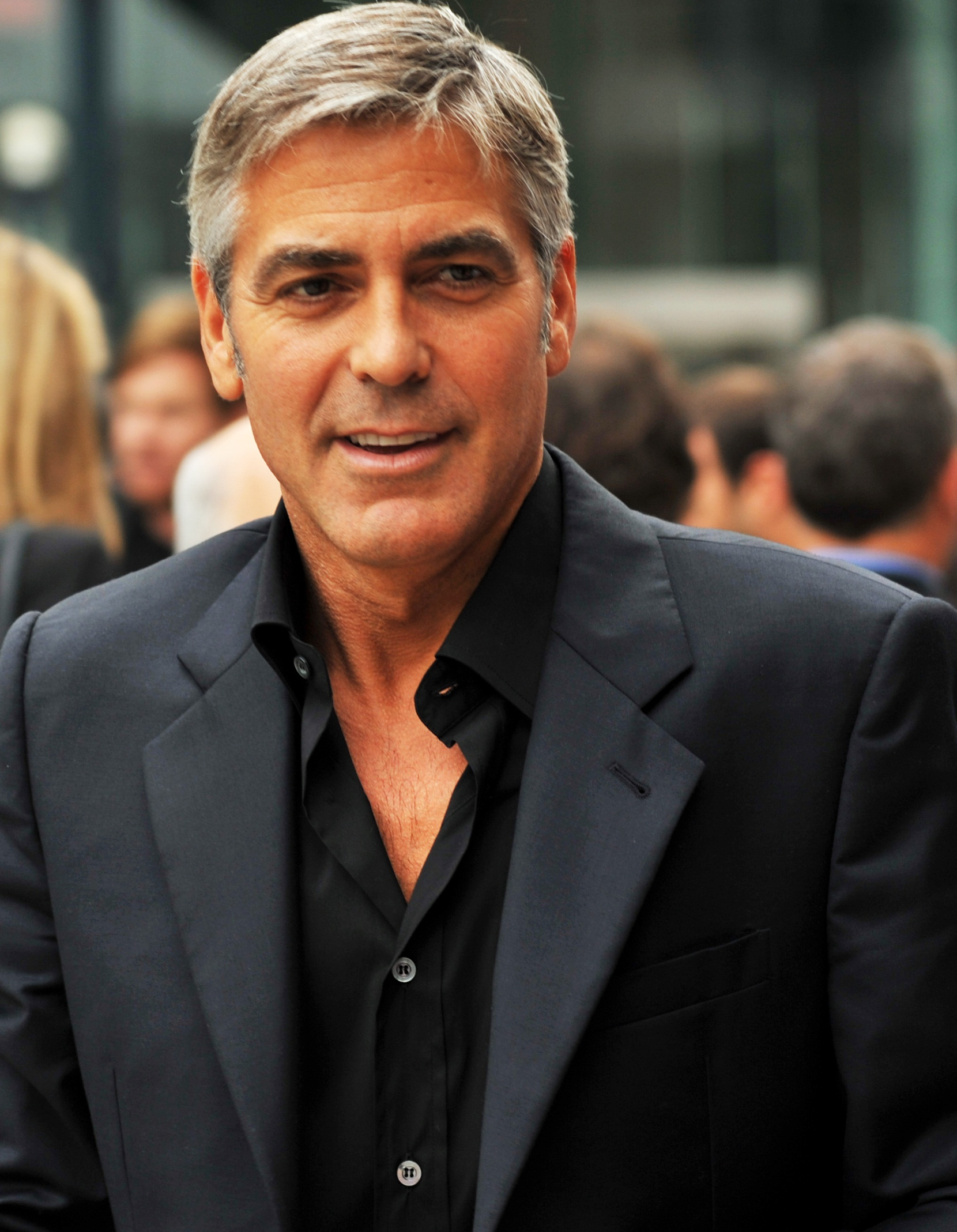
George Clooney na première de The Men Who Stare at Goats, 2009.

George Clooney é um premiado ator, produtor e cineasta estadunidense, sendo um dos mais bem pagos atores de todos os tempos com mais de 1 bilhão de dólares em bilheteria ao longo de sua carreira e média de 61 milhões de dólares por filme. Clooney já atuou ou dirigiu 13 filmes que renderam mais de 200 milhões de dólares em bilheterias.
Clooney fez uma aparição nas séries televisivas E/R (de 1984 a 1985), The Facts of Life (de 1985 a 1987), Roseanne (de 198 a 1991), Bodies of Evidence (de 1992 a 1993) e Sisters (de 1993 a 1994). Logo no início de sua carreira, também realizou performances em filmes de baixo orçamento, como Return to Horror High (1987), Combat Academy (1987), Return of the Killer Tomatoes (1988), Unbecoming Age (1992) e The Harvest (1993). Sua atuação como Dr. Doug Ross em ER rendeu-lhe indicações ao Emmy e ao Globo de Ouro.
Durante a década de 1990, Clooney atuou nos filmes From Dusk till Dawn (1996), One Fine Day (1996) - ao lado de Michelle Pfeiffer - The Peacemaker (1997) - ao lado de Nicole Kidman - Batman & Robin (1997) e Out of Sight (1998) - ao lado de Jennifer Lopez. O ano 2000 foi marcado por sua performance em O Brother, Where Art Thou?, que rendeu-lhe os prêmios Globo de Ouro, Empire e Satellite Award. No ano seguinte, uniu-se a um forte elenco sob direção de Steven Soderbergh em Ocean's Eleven, contracenando com Matt Damon e Brad Pitt, entre outros. O filme recebeu mais duas sequências estreladas por Clooney: Ocean's Twelve (2004) e Ocean's Thirteen (2007). Também atuou em Solaris (2002), Welcome To Collinwood (2002), Intolerable Cruelty (2003) e Syriana (2005), pelo qual recebeu um Óscar de Melhor Ator Coadjuvante. Em 2006, atuou em The Good German, seguido por Michael Clayton (2007), Burn After Reading (2008) e Up in the Air (2009). Clooney também dirigiu e estrelou Confessions of a Dangerous Mind (2002), Good Night, and Good Luck (2005), Leatherheads (2008) e o aclamado The Ides of March (2011).

## Filmografia

### Cinema
| Ano  | Filme                              | Título em português                                                                   | Função | Função  | Função     | Função   | Papel                        | Ref.   |
| Ano  | Filme                              | Título em português                                                                   | Ator   | Diretor | Roteirista | Produtor | Papel                        | Ref.   |
| ---- | ---------------------------------- | ------------------------------------------------------------------------------------- | ------ | ------- | ---------- | -------- | ---------------------------- | ------ |
| 1986 | Combat Academy                     |                                                                                       | Sim    |         |            |          | Cadete Biff Woods            |        |
| 1987 | Return to Horror High              |                                                                                       | Sim    |         |            |          | Oliver                       |        |
| 1987 | Grizzly II: The Predator           |                                                                                       | Sim    |         |            |          | Não-creditado                |        |
| 1988 | Return of the Killer Tomatoes      |                                                                                       | Sim    |         |            |          | Matt Stevens                 |        |
| 1989 | Red Surf                           |                                                                                       | Sim    |         |            |          | Remar                        |        |
| 1992 | Unbecoming Age                     |                                                                                       | Sim    |         |            |          | Mac                          |        |
| 1993 | The Harvest                        |                                                                                       | Sim    |         |            |          | Lip Syncing Transvestite     |        |
| 1996 | From Dusk till Dawn                | BR: Um Drink no Inferno PT: Aberto até à Madrugada                                    | Sim    |         |            |          | Seth Gecko                   |        |
| 1996 | One Fine Day                       |                                                                                       | Sim    |         |            |          | Jack Taylor                  |        |
| 1997 | Batman & Robin                     |                                                                                       | Sim    |         |            |          | Bruce Wayne / Batman         |        |
| 1997 | The Peacemaker                     |                                                                                       | Sim    |         |            |          | Tenente-coronel Thomas Devoe |        |
| 1998 | The Thin Red Line                  |                                                                                       | Sim    |         |            |          | Capitão Charles Bosche       |        |
| 1998 | Out of Sight                       |                                                                                       | Sim    |         |            |          | Jack Foley                   |        |
| 1998 | Waiting for Woody                  |                                                                                       | Sim    |         |            |          | Ele mesmo                    |        |
| 1999 | Three Kings                        |                                                                                       | Sim    |         |            |          | Archie Gates                 |        |
| 1999 | The Book That Wrote Itself         |                                                                                       | Sim    |         |            |          | Ele mesmo                    |        |
| 1999 | South Park: Bigger, Longer & Uncut |                                                                                       | Sim    |         |            |          | Dr. Gouache (voz)            |        |
| 2000 | The Perfect Storm                  |                                                                                       | Sim    |         |            |          | Capitão Billy Tyne           |        |
| 2000 | O Brother, Where Art Thou?         |                                                                                       | Sim    |         |            |          | Everett                      |        |
| 2001 | Ocean's Eleven                     |                                                                                       | Sim    |         |            |          | Danny Ocean                  |        |
| 2001 | Spy Kids                           |                                                                                       | Sim    |         |            | Sim      | Devlin                       |        |
| 2001 | Rock Star                          |                                                                                       |        |         |            | Sim      |                              |        |
| 2002 | Confessions of a Dangerous Mind    |                                                                                       | Sim    | Sim     |            |          | Jim Byrd                     |        |
| 2002 | Solaris (2002)                     |                                                                                       | Sim    |         |            |          | Chris Kelvin                 |        |
| 2002 | 'Welcome to Collinwood             |                                                                                       | Sim    |         |            | Sim      | Jerzy                        |        |
| 2002 | Starbuck Holger Meins              |                                                                                       | Sim    |         |            | Sim      |                              |        |
| 2002 | Insomnia                           |                                                                                       | Sim    |         |            | Sim      |                              |        |
| 2002 | Far from Heaven                    |                                                                                       |        |         |            | Sim      |                              |        |
| 2003 | Spy Kids 3-D: Game Over            | BR: Pequenos Espiões 3D                                                               | Sim    |         |            |          | Devlin                       |        |
| 2003 | Intolerable Cruelty                |                                                                                       | Sim    |         |            |          | Miles Massey                 |        |
| 2004 | Ocean's Twelve                     |                                                                                       | Sim    |         |            |          | Danny Ocean                  |        |
| 2004 | Criminal (filme de 2004)           |                                                                                       |        |         |            | Sim      |                              |        |
| 2005 | Good Night, and Good Luck          |                                                                                       | Sim    | Sim     | Sim        |          | Fred Friendly                |        |
| 2005 | Syriana                            |                                                                                       | Sim    |         |            | Sim      | Bob Barnes                   |        |
| 2005 | The Big Empty                      |                                                                                       |        |         |            | Sim      |                              |        |
| 2005 | The Jacket                         |                                                                                       |        |         |            | Sim      |                              |        |
| 2005 | Rumor Has It...                    |                                                                                       |        |         |            | Sim      |                              |        |
| 2006 | The Good German                    |                                                                                       | Sim    |         |            |          | Jake Geismer                 |        |
| 2006 | A Scanner Darkly                   |                                                                                       |        |         |            |          |                              |        |
| 2006 | Pu-239                             |                                                                                       |        |         |            | Sim      |                              |        |
| 2007 | Michael Clayton                    |                                                                                       | Sim    |         |            | Sim      | Michael Clayton              |        |
| 2007 | Darfur Now                         |                                                                                       | Sim    |         |            |          | Ele mesmo                    |        |
| 2007 | Ocean's Thirteen                   |                                                                                       | Sim    |         |            |          | Danny Ocean                  |        |
| 2007 | Sand and Sorrow                    |                                                                                       | Sim    |         |            | Sim      | Narrador                     |        |
| 2007 | Wind Chill                         |                                                                                       |        |         |            | Sim      |                              |        |
| 2008 | Leatherheads                       |                                                                                       | Sim    | Sim     | Sim        | Sim      | Jimmy "Dodge" Connelly       |        |
| 2008 | Burn After Reading                 |                                                                                       | Sim    |         |            |          | Harry Pfarrer                |        |
| 2009 | Fantastic Mr. Fox                  | BR: O Fantástico Sr. Raposo PT: O Fantástico Senhor Raposo                            | Sim    |         |            |          | Sr. Raposo (voz)             |        |
| 2009 | The Men Who Stare At Goats         |                                                                                       | Sim    |         |            | Sim      | Lyn Cassady                  |        |
| 2009 | Up in the Air                      |                                                                                       | Sim    |         |            |          | Ryan Bingham                 |        |
| 2009 | The Informant!                     |                                                                                       |        |         |            | Sim      |                              |        |
| 2009 | Playground                         |                                                                                       |        |         |            | Sim      |                              |        |
| 2010 | The American                       |                                                                                       | Sim    |         |            | Sim      | Jack / Edward                |        |
| 2011 | The Ides of March                  |                                                                                       | Sim    | Sim     | Sim        | Sim      | Governador Mike Morris       |        |
| 2011 | The Descendants                    | BR/PT: Os Descendentes                                                                | Sim    |         |            |          | Matthew King                 |        |
| 2012 | Argo                               |                                                                                       |        |         |            | Sim      |                              |        |
| 2013 | Gravity                            | BR/PT: Gravidade                                                                      | Sim    |         |            |          | Matthew Kowalski             |        |
| 2013 | August: Osage County               |                                                                                       |        |         |            | Sim      |                              |        |
| 2014 | The Monuments Men                  |                                                                                       | Sim    | Sim     | Sim        | Sim      | Tenente Frank Stokes         |        |
| 2014 | Annie                              |                                                                                       | Sim    |         |            |          | Ele mesmo                    |        |
| 2015 | Tomorrowland                       | BR: Tomorrowland: Um Lugar Onde Nada é Impossível PT: Tomorrowland: A Terra do Amanhã | Sim    |         |            |          | Frank Walker                 |        |
| 2015 | Our Brand Is Crisis                |                                                                                       |        |         |            | Sim      |                              |        |
| 2015 | A Very Murray Christmas            |                                                                                       | Sim    |         |            |          | Ele mesmo                    |        |
| 2016 | Hail, Caesar!                      |                                                                                       | Sim    |         |            |          | Baird Whitlock               |        |
| 2016 | Money Monster                      |                                                                                       | Sim    |         |            | Sim      | Lee Gates                    |        |
| 2017 | Suburbicon                         |                                                                                       |        | Sim     |            |          |                              |        |
| 2020 | The Midnight Sky                   | O Céu da Meia-Noite                                                                   | Sim    | Sim     |            | Sim      | Augustine Lofthouse          |        |
| 2022 | Ticket to Paradise                 |                                                                                       | Sim    |         |            | Sim      |                              | [ 11 ] |
| 2023 | The Flash                          |                                                                                       |        |         |            |          | Bruce Wayne                  |        |